# Guarujá Challenger 1985
Il Guarujá Challenger 1985 è stato un torneo di tennis facente parte della categoria ATP Challenger Series nell'ambito dell'ATP Challenger Series 1985. Il torneo si è giocato a Guarujá in Brasile dal 14 al 20 gennaio 1985 su campi in terra rossa.

## Vincitori

### Singolare
Juan Avendaño ha battuto in finale  Roberto Saad con il punteggio di 6–3, 6–3

### Doppio
Ronnie Båthman /  Magnus Tideman hanno battuto in finale  Carlos Gattiker /  Gustavo Tiberti con il punteggio di 7–6, 4–6, 6–3